# عبد المنعم الجامعي
عبد المنعم الجامعي (1948 - 27 يونيو 2021)، هو مطرب مغربي من جيل محمد الحياني ومحمود الإدريسي ومحسن جمال.

## حياته
ولد بمدينة سلا عام 1948، وتوفي بمدينة الرباط يوم 27 يونيو2021.

## بداية المشوار
هو فنان ذو صوت دافئ شجي وناعم، بدأ مشواره الفني في التقليد لأغاني العندليب عبد الحليم حافظ، وحتى يكون ثقافة موسيقية، دخل المعهد الموسيقي ليلج الميدان الفني من بابه الواسع، وتتاح له الفرصة ليسمعه الأستاذ عبد القادر الراشدي وينضم للمجموعة الصوتية التابعة لدار الإذاعة، بعدها تسند له أول قطعة غنائية ليصبح مطربا رسميا ويخرج عن التقليد، وهذه القطعة تحمل عنوان * نـهايـة * من ألحان عبد الحميد بنبراهيم، وحول بدايته الفنية، يقول عبد المنعم الجامعي: «بصرف النظر عن الاهتمام والتعلق الطفولي بالموسيقي، فقد انتميت إلى المجال الفني بشكل فعلي سنة 1968 من خلال أدائي لأول أغنية في مساري وكانت بعنوان «نهاية» التي كتبها محمد العراقي ولحنها الراحل حميد بنبراهيم، قبل أن تحل تجربة «الفلاح» التي كتب كلماتها ادريس العبدي ولحنها حميد بنبراهيم، وهناك إشارة لا بد من التأكيد عليها، هي أنني كنت مصرا على دخول المجال وفرض ذاتي بين الأسماء الكبيرة. أنا ظهرت في لحظة تألق الأغنية المغربية وبروز العديد من الأسماء الكبيرة، ومع ذلك بذلت كل جهدي لأفرض ذاتي. هذا التعلق بالموسيقى حاولت أن أجعله تمرسا ومعرفة من خلال التحاقي بمعهد الموسيقى لتعلم الإيقاع، واكتسبت هذه المعرفة على أيدي أساتذة كبار، من بينهم الأمراني وعبد الوهاب، وقضيت في المعهد خمس سنوات كاملة جمعت فيها العديد من المعارف وتعلمت فيها آلة العود، وهذا أفادني كثيرا في مساري الفني الذي مازلت أواصله إلى حد الساعة».